# Birgitta Almgren
Birgitta Elisabeth Almgren, född 6 september 1943, är professor emerita i tyska och verksam som forskare vid Centrum för Östersjö- och Östeuropaforskning vid Södertörns högskola.
Hon har en fil mag i historia, konsthistoria, svenska, tyska, latin, lingvistik med grekiska språket från Uppsala universitet och blev filosofie licentiat i tyska 1968. Hon arbetade sedan som gymnasielektor i tyska och klassiska språk i Kristinehamn 1973–1994. Åren 1994–1998 var hon lektor vid Mälardalens högskola och Högskolan i Örebro.
Birgitta Almgren disputerade 1997 på en avhandlingom relation mellan germanistik och den nationalsocialistiska regimen i Tyskland under perioden 1929–1943. Hon nyanserar i denna bilden av i vilken utsträckning språk- och litteraturvetare föll till föga för regimen och redovisar "hela skalan av beteenden inför terrorstaten".
Hon var 1998–2003 universitetslektor vid Södertörns högskola, där hon 2003 utnämndes till professor.
Birgitta Almgren har i sin forskning fokuserat på svensk-tyska relationer under 1900-talet. Hon ledde 2005–2010 det av Östersjöstiftelsen finansierade projektet Kontakt och konflikt: Sverige - DDR. Retorik och politik kring Östersjön. Hon har bland annat forskat i Stasis arkiv och som enda utomstående fått tillgång till uppgifter i Säpos arkiv ur Rosenholzakterna och andra uppgifter om personer i Sverige som namngivits beträffande samröre med Stasi, efter en dom i regeringsrätten i juni 2010.
Arbetet har bland annat resulterat i två böcker om Stasis förhållande till Sverige: Inte bara Stasi: relationer Sverige–DDR 1949–1990 (2009) och Inte bara spioner: Stasi-infiltration i Sverige under kalla kriget (2011). Böckerna har fått stor uppmärksamhet och skapat debatt om en svensk aningslös inställning till DDR-diktaturen samt om svenska forskares tillgång till Säpos arkiv.
Hon har därefter under 2011–2016 arbetat med forskningsprojektet Stellan Arvidson och Britta Stenholm: dolda makthavare och informella nätverk i Sverige under kalla kriget. En diskurshistorisk lingvistisk studie, som bland annat belyser de nära relationerna mellan Stasi och Förbundet Sverige–DDR och politikern, skolmannen och litteraturvetaren Stellan Arvidson. Arbetet har bland annat resulterat i den biografi om Arvidson Dröm och verklighet: Stellan Arvidson – kärleken, dikten och politiken, som Almgren gav ut 2016.